# Personenschifffahrt Stumpf
Die Personenschifffahrt Stumpf GmbH & Co. KG war ein Schifffahrtsunternehmen im Verkehrsraum Heilbronn, das 1975 von den Brüdern Rolf und Gerd Stumpf gegründet wurde, und bis zum Verkauf 2022 bestand. Die Unternehmung war zwei Generationen lang in Familienbesitz. Zum Angebot des Fahrgastunternehmens zählten Ausflugsfahrten auf dem Neckar von Heilbronn bis nach Neckarzimmern sowie nach Besigheim und Hessigheim. Das Unternehmen bot zudem Sonderfahrten bis nach Heidelberg an.

## Geschichte
Im Jahr 1975 gründeten Rolf und Gerd Stumpf die Personenschiffahrt R. u. G. Stumpf in Heilbronn. Das erste Schiff der Unternehmung war die 1975 in Neckarsulm gebaute Neckarbummler. Bis zum Jahr 1979 folgten zwei weitere Fahrgastschiffe. 1986 wurden die beiden Motorfahrgastschiffe Glück Auf und Regia Wimpina der Personenschifffahrt Herbert Bossler aus Bad Friedrichshall übernommen. 1994 wurde dann die Feuerkogel von der Schifffahrtsgesellschaft Eder übernommen und in Neckarperle umbenannt. Dieses kleinere Fahrgastschiff diente als Personenfähre zwischen Heilbronn und Sontheim, ehe es 2013 nach Berlin verkauft wurde. Im Jahr 2014 kam die MS Georg Fischer als neues Passagierschiff zur Personenschifffahrt Stumpf. Der neue Name des Schiffes wurde Fee. Es wurde in Neckarsteinach nach Vorgaben des Unternehmens Stumpf umgebaut sowie angepasst. Dieses Schiff sollte vorrangig für Hochzeitsgesellschaften und größere Ausflugsfahrten sowie Geburtstagsfeiern eingesetzt werden. Nachdem Rolf Stumpf keinen Nachfolger in der Familie fand und beschlossen hatte, in den Ruhestand zu gehen, kamen die Neckarbummler und die Fee zur Saison 2022 in den Besitz des Stuttgarter Unternehmens Neckar-Käpt’n und wurden auf die Namen Neckar-Perle und Neckar-Fee umgetauft. Neckar-Käpt'n betrieb mit den Schiffen noch zwei Sommerhalbjahre Ausflugsverkehr auf dem Neckar bei Heilbronn, zog sich dann jedoch aus Heilbronn zurück und verlegte die Schiffe nach Stuttgart.

## Fahrgastschiffe der Reederei
| Name          | Baujahr | Werft                                 | Länge | Passagiere | Im Dienst auf dem Neckar | Anmerkungen, Verbleib | Bild |
| ------------- | ------- | ------------------------------------- | ----- | ---------- | ------------------------ | --- | ---- |
| Neckarbummler | 1974/75 | Neckarwerft, Neckarsulm               | 33,37 | 000250     | 1975–2022                | Neubau für die Reederei, 1990 von 25,20 auf 33,37 Meter verlängert, 2008 Ruderhaus nach vorn versetzt. 2022 mit Reederei verkauft, 2024 nach Stuttgart verlegt. |      |
| Trollinger    | 1933    | Schiffswerft Jean Stauf, Königswinter | 24,56 | 000120     | 1976–1986                | Ex Bornhofen der Fa. Hebel, Boppard; 1962 auf Rheinwerft Mainz-Mombach umgebaut, 1986 durch Regia Wimpina ersetzt und nach Kembs in Frankreich verkauft. |      |
| Barbarossa    | 1965    | Hammer Schiffswerft?, Hamm            | 26,60 | 00300      | 1979–nach 2000           | Ex Brunhilde der Hannoverschen Personenschiffahrt E. John, 1978 Umbau, nach 2000 verkauft, 2015 als Pfälzerland in Fahrt. |      |
| Regia Wimpina | 1929    | Schiffswerft Clausen, Oberwinter      | 21,85 | 000200/250 | 1986–1997                | Ex Seeadler bei Münz und Söhne, Rolandswerth, 1954 an Herbert Bossler, Bad Friedrichshall-Jagstfeld, 1965 Umbau bei Schiffswerft Philipp Ebert und Söhne in Neckarsteinach, 1997 als Kurpfalz an Kurpfalz Personenschiffahrt. |      |
| Glück Auf     | 1928    | Schiffswerft Hilgers, Rheinbrohl      | 27,27 | 00300      | 1986– 1987               | Ex Stella Maris von Maria Bopp in Mannheim, 1956 Glück Auf von Herbert Bossler, 1960 Umbau bei Schiffswerft Philipp Ebert und Söhne, 1987 verkauft: Cigogne in Kembs/Frankreich; 1994 Umbau auf Schiffswerft Karcher, Freistett, 1994 Stadt Kehl der Personenschiffahrt Karl-Heinz Hermann, Kehl, 2011 als Käpt’n Piet nach Rostock. |      |
| Neckarperle   | 1938    | ?, Traunsee                           | 18,75 | 0050/80    | 1994–2013                | Ex Feuerkogel der Traunsee-Schifffahrt, ab 2013 als Charleston in Berlin in Fahrt, 2020 nach Eisenhüttenstadt weiterverkauft. |      |
| Fee           | 1957    | Schiffswerft Schmidt, Oberkassel      | 27,85 | 00200      | 2015–2022                | Ex Georg Fischer der Heidelberger Personenschiffahrt Gebr. Fischer und später der Rhein-Neckar-Fahrgastschiffahrt, 2014 Umbau bei Schiffswerft Philipp Ebert und Söhne. 2022 mit Reederei verkauft, 2024 nach Stuttgart verlegt. |      |

## Sonstiges
Die Unternehmensgründer Rolf und Gerd Stumpf sind die Söhne des Altbürgermeisters Adolf Stumpf aus Schönau und der Katharina Boßler. Über die weibliche Linie sind die beiden Brüder und deren Nachkommen somit verwandtschaftlich mit der Schifffahrtsunternehmerfamilie Boßler verbunden.